# Světový den jezer
Světový den jezer je připomínkový den OSN, pořádaný od roku 2025 vždy 27. srpna. Byl vyhlášen rezolucí Valného shromáždění OSN dne 12. prosince 2024.
Valné shromáždění OSN vyhlášením Světového dne zdůrazňuje, že vodní ekosystémy, včetně jezer, energie, potravinová bezpečnost a výživa spolu souvisejí a že voda je nepostradatelná pro zdraví, blahobyt a lidský rozvoj, avšak stav jezerního prostředí, zejména pokud jde o kvalitu a množství vody, se na celém světě vážně zhoršuje a je třeba tuto situaci urychleně řešit udržitelným způsobem. Dále zdůrazňuje naléhavou potřebu řešit bezprecedentní celosvětový pokles biologické rozmanitosti, a to i prostřednictvím zachování, obnovy a ochrany ekosystémů, které poskytují základní funkce a služby, včetně služeb souvisejících s vodou, zdravím, živobytím a blahobytem.
Valné shromáždění OSN proto žádá vlády světa o spolupráci při zvyšování povědomí o hodnotě jezer a jejich zásadní úloze při podpoře lidského živobytí, biologické rozmanitosti a odolnosti ekosystémů prostřednictvím udržitelného hospodaření s jezery v souladu s cílem udržitelného rozvoje č. 6.